# 포슬린 로드 20번지
포슬린 로드 20번지(20 Forthlin Road)는 영국 머지사이드 주 남리버풀 앨러튼에 위치한 내셔널 트러스트 소유 저택이다. 비틀즈의 일원 폴 매카트니가 여러 해 살았던 곳으로 네셔널 트러스트 측에서는 "비틀즈의 탄생지"로 이름 붙이고 있다.

## 역사
1920년대 지방 정부가 건축하고 관리한 이 집은 매카트니가 일가가 1955년 이사해 왔다. 이 작은 테라스식 주택은 매카트니와 그의 오랜 작곡 파트너 레논이 초창기 곡들을 작곡한 곳이기도 하다. 이 둘은 종종 수업을 빼먹고 매카트니의 집으로 가곤 했다. 레논이 현관에서 기다리고 있으면 홈통을 타고 기어올라간 매카트니가 열린 화장실 창문으로 들어가 문을 따주는 식이었다. 레논은 밖에 놓인 둘의 기타를 들고 들어가곤 했다. 1960년 함부르크로 공연을 떠나기 전 비틀즈는 포슬린에 살던 매카트니의 이웃에게 무대 의상 제작을 부탁했고 라일락 색 재킷 다섯 벌이 완성되었다.
매카트니의 가족이 살던 집은 또한 매카트니의 남동생 마이크 맥기어가 로저 맥거프, 존 고먼과 만난 스캐폴드를 결성한 곳이기도 하다. 비틀즈가 유명해지자 극성팬들이 집 앞에 진을 치게 되었고, 결국 매카트니 가족은 어쩔 수 없이 이사를 간다. 1965년에 폴은 자신의 아버지를 위해 위럴반도에 있는 부유층 밀집 지역의 집을 매입했다. 내셔널 트러스트는 1995년 5만 5,000파운드에 포슬린 로드의 이 집을 매입했다. 이들은 추가로 4만 7,000파운드의 비용을 들여 재단장을 한 끝에 1998년 이곳을 '비틀즈의 탄생지'로 일반에 공개했으나 매카트니가 생존해 있기에 푸른색 안내판은 붙이지 않았다.

## 같이 보기
- 멘딥스 – 존 레논의 어릴 적 집. 현재 내셔널 트러스트 소유.
- 아놀드 그로브 12번지 – 조지 해리슨의 출생지.
- 애드미럴 그로브 10번지 – 링고 스타의 어릴 적 집.

## 참고 문헌
- 브라이언, 사우널 (2014). 《The Beatles in 100 Objects》 [비틀즈 100]. 아트북스. ISBN 978-89-6196-172-1. 2017년 4월 25일에 확인함.